# Ochrolechia szatalaënsis
Ochrolechia szatalaënsis är en lavart som beskrevs av Verseghy. Ochrolechia szatalaënsis ingår i släktet Ochrolechia och familjen Ochrolechiaceae.  Arten är reproducerande i Sverige. Inga underarter finns listade i Catalogue of Life.